# Mauricio Magdaleno
Mauricio Magdaleno est un écrivain, scénariste et réalisateur mexicain né le 13 mai 1906 à Villa del Refugio (État de Zacatecas) et mort le 30 juin 1986 à Mexico.
Il a travaillé comme scénariste pour Emilio Fernández et Roberto Gavaldón, écrivant certains des classiques du cinéma mexicain.

## Œuvres
- Campo Celis (1935)
- Concha Bretón (1936)
- El resplandor (1937)
- Sonata (1941)
- Tierra grande (1945)
- El ardiente verano (1945)

## Filmographie
Scénariste
- 1943 : L'Ouragan (Flor silvestre) d'Emilio Fernández
- 1949 : Les Bas-fonds de Mexico (Salon Mexico) d'Emilio Fernández

Réalisateur
- 1947 : La herencia de la Llorona
- 1947 : La fuerza de la sangre